# آلت مردی دوشاخه

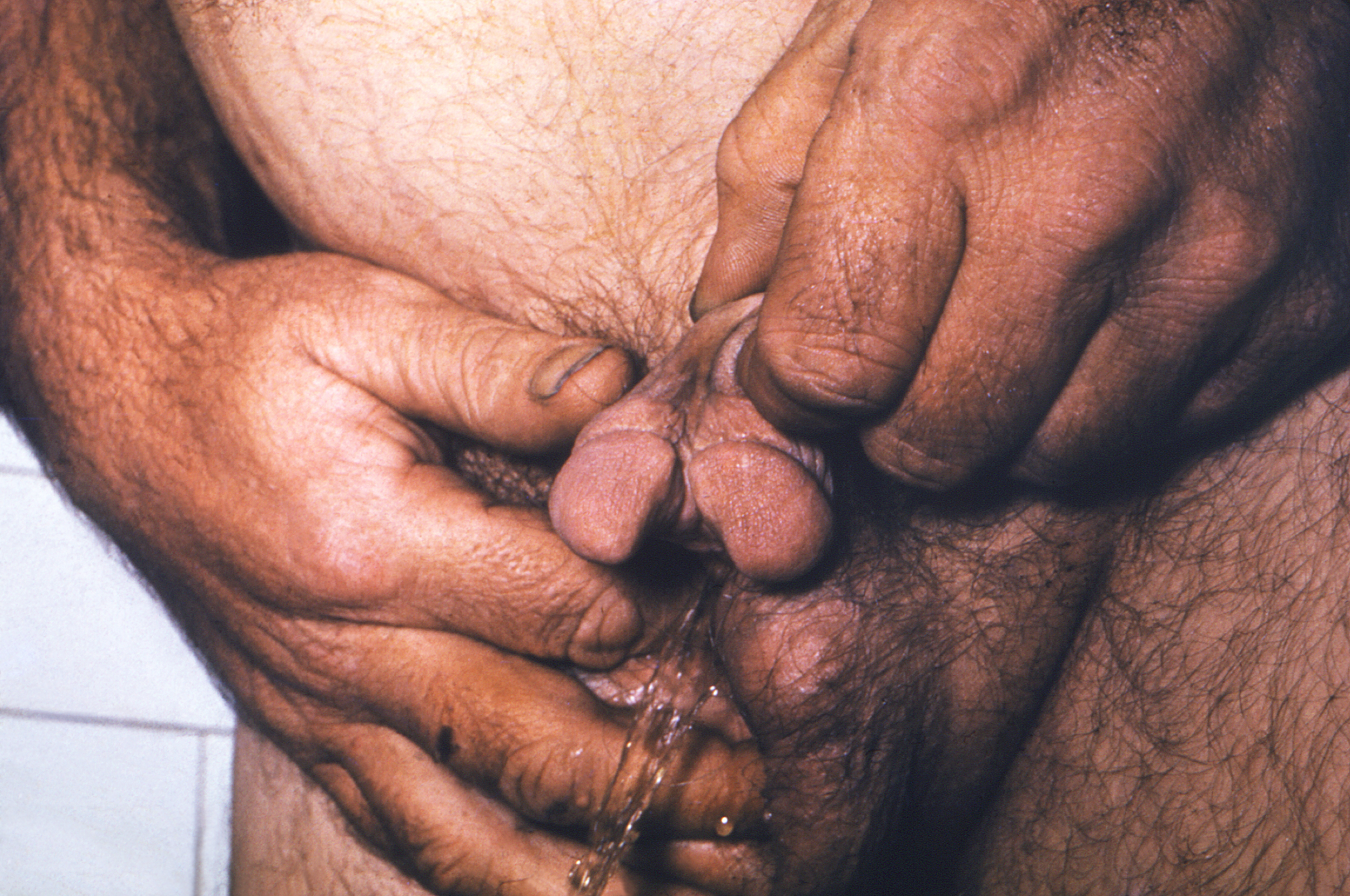
مردی مبتلا به هیپوسپادیاس که دارای اندام جنسی دوشاخه است.

اندام جنسی مردانه دوشاخه نوعی بیماری مادرزادی است که در هنگام پدیدآمدن اندام جنسی انسان روی می‌دهد و باعث ایجاد دو ساقه تناسلی  می‌شود. در این بیماری، که با نام اندام جنسی دوتایی نیز خوانده می‌شود، دو ساقهٔ مجزا باعث پدید آمدن دو اندام جنسی مردانه جدا از هم می‌شوند. اگر هیپوفیز جنین به شکل کامل رشد نکرده باشد، نتیجه می‌تواند اندام کوچک شود که اغلب آنچنان کوچک است که تشخیصش به سختی ممکن است.
کیسه‌داران مذکر به صورت طبیعی دارای اندامهای جنسی دوشاخه هستند. این اندام جنسی دوشاخه می‌تواند در هنگام آمیزش، منی را در هر دو مهبل جانبی جنس ماده قرار دهد.